# Гиссарская долина
Гисса́рская доли́на (тадж. Водии Ҳисор) — межгорная впадина на западе Таджикистана, на южной окраине Гиссарского хребта.

## География
Простирается долина вдоль северной границы Хатлонской области, от Вахдатского района на востоке до Турсунзадевского района на западе (граница Узбекистана). Длина около 100 км, ширина в средней части до 20 км.
Орошаются земли долины водами реки Кафирниган и её притоков — рек Иляк и Варзоб. В равнинных частях — посевы хлопчатника и других сельскохозяйственных культур, на склонах окружающих гор до 1200—2000 м — зерновые культуры, плодовые, выше — субальпийские и альпийские луга.
В восточной части Гиссарской долины расположена столица Таджикистана — город Душанбе, и соответственно Душанбинская агломерация, имеющая площадь 1685,0 км².

## Исторические памятники
В Гиссарской долине — в 400 м к востоку от кишлака им. М. Горького Турсунзадевского района Республики Таджикистан исследуется могильник Кумсай, обнаруженный при строительстве одного из участков мелиоративного канала Ямчи и относящийся к эпохе ранней бронзы: ок. 4290 л. н. Материальная культура могильника имеет ярко выраженный смешанный характер — часть находок относится к андроновской (федоровской) традиции, другая — к земледельческой сапаллинской культуре на молалинском этапе её развития.